# Ekstremizam
Ekstremizam je izraz kojim se označavaju dela ili ideologije koje izlaze iz okvira koji se smatraju društveno prihvatljivim, bilo iz pragmatičnih bilo iz moralnih razloga. Izraz je gotovo u pravilu pejorativan. Kao njegova suprotnost se navodi umerenost.
Koren reči ekstremizam je latinskog porekla i dolazi od reči extremus što znači krajnji ili krajnost, ali se može prevesti i razumeti kao nepopustljivost u određenim idejama, stavovima i postupcima. Ekstremizam se pre svega razume kao ponašanje koje je na samim granicama održivog, dopuštenog i normalnog, ali i koji ima tendenciju da se ta granica pređe.
U politici, kao politički ekstremizam, ekstremnim ideologijama se obično smatraju one koje pripadaju ekstremnoj levici, ekstremnoj desnici ili verskom fundamentalizmu.
Sledbenik ove ideologije ili pokreta se uglavnom sam nikada neće nazvati ekstremista, već su skloniji sebe nazivati radikalima. Zbog toga se izraz radikalizam danas uvrežio kao svojevrsni eufemizam za ekstremizam.
Samo definisanje pojma ekstremizma predstavlja problem po sebi,  jer on zavisi od okruženja u kojem se nalazi (običaja, zakona, religijskih i moralnih normi), javlja se u različitim sferama društva (kultura, sport, religija, politika) i često se poistovećuje sa drugim pojmovima kao što su radikalizam, fundamentalizam, fanatizam i terorizam. Da je uslovljen i kulturološko-religijski pokazuje primer da je u Pakistanu i Indiji ustaljen običaj spaljivanja žena kao kazna za neisplaćivanje miraza ili za „sramoćenje porodice“, dok bi se u ostalim kulturama ovakav običaj smatrao ekstremističkim.
Za razliku od ekstremizma, radikalizam se razume kao vraćanju korenima, ili kao obnavljanje iz korena, i često se definiše kao potpuna doslednost prilikom sprovođenja ličnih načela i stavova. Upravo iz toga možemo zaključiti da ako je nešto radikalno to ne mora isključivo značiti da je regresivno, već može biti i progresivno. Tu leži osnovna razlika između radikalizma i ekstremizma – radikalizam može biti i pozitivna pojava dok je ekstremizam isključivo negativna pojava.

## Razlikovanje sa srodnim pojmovima

### Fundamentalizam
Koren reči fundamentalizam je takođe latinskog porekla fundamentum i označava bazu ili osnovu. On se u početku vezivao samo za protestantska učenja, a tek kasnije je pojam počeo da se uvodi i u neke druge sfere društva. U Istorijskom filozofskom rečniku stoji da se fundamentalizmom prvo naziva američka varijanta jednog antimodernističkog pokreta koji se u teologiji u 19. i 20. veku pojavljivao u različitim oblicima, i da se fundamentalizmom, sa gledišta teoloških rasprava u Nemačkoj i Skandinaviji, obeležava nekritičko odbijanje kritičko-istorijske egzegeze i težnja da se u skladu sa takvom idejom vodiljom uvede dogmatika. Iako se ekstremizam i fundamentalizam prepliću u religiji po svojim stavovima isključivosti i netolerancije, fundamentalizam se i dalje pretežno vezuje samo za religiju, a fundamentalista uvek polazi od osnova učenja dok se ekstremista zalaže za ideju koja ne mora imati osnovu u nekom učenju ili religiji.

### Fanatizam
Fanatizam se, kao i fundamentalizam, izvorno vezuje za religiju i ima latinski koren reči fanum što se prevodi kao hram ili svetilište. Prema tome, fanatizam predstavlja preteranu revnost prema nekoj religiji, kao i prema ideologiji, politici i slično. Odnosno, njega možemo da definišemo kao zanesenost ili zaslepljenost, kao intezivnu posvećenost određenim vrednostima, ili zanosu prema određenoj religiji, idolu ili ideju.

## Ekstremizam
Prethodno napisano nam je pomoglo da ustanovimo šta nije ekstremizam i koje sličnosti ima sa fenomenima sa kojima ga često poistovećujemo.
Ekstremizam zadire u puno društvenih sfera, pa stoga imamo ekstremizam u sportu, religiji, politici i slično. Ekstremizam u sportu poznat nam je i kao huliganizam, odnosno nasilje publike na sportskim događajima, ali se odnosi i na ekstremne sportove kao što su bandži-džamping, alpinizam i slično. Ekstremizam u religiji često se ispoljava u vidu verski fundiranog terorizma koji sa sobom nosi veliki broj žrtava, kao što je to bio teroristički napad na Njujork i Vašington 11. septembra 2001. godine. Ipak, možda najzastupljeniji i najopasniji je politički ekstremizam.
Da bi ekstremizam bio politički on mora imati političke namere i političke posledice. Isto tako, sve češće se ekstremizam deli na nenasilni i nasilni ekstremizam. Iz toga možemo reći da se ekstremizam javlja u sledećim oblicima:
1. Kada se ekstremni ciljevi ostvaruju neekstremnim sredstvima, i
2. Kada se ekstremni ciljevi ostvaruju ekstremnim sredstvima.[2]

Za ovaj oblik nenasilnog ekstremizma, Marija Đorić uzima za primer Hitlerov dolazak na vlast parlamentarnim putem, odnosno legitimnim i nenasilnim putem, dok su njegovi ciljevi bili ekstremne prirode, genocid nad „nearijevskim” narodima i osvajački rat.
Organizacija za Evropsku bezbednost i saradnju (OEBS) nasilni ekstremizam definiše kao nasilje koje se opravdava, ili je u vezi sa ekstremnom verskom, ili socijalnom, ili političkom ideologijom. Agencija SAD za međunarodni razvoj (USAID) ističe da se nasilni ekstremizam odnosi na zagovaranje, angažovanje, pripremu ili na podržavanje ideološki motivisanog ili opravdanog nasilja za postizanje društvenih, ekonomskih i političkih ciljeva.
Iako može da se napravi razlika između nasilnog i nenasilnog ekstremizma u politici, Šmit upozorava da takva podela nije moguća i ne treba da se pravi kada se priča o religijskom ekstremizmu. Ideja da onaj koji poseduje ekstremističke ciljeve neće koristiti ekstremističke metode, ukoliko se prilika za to ukaže, je naivna i opasna. Nasilni i nenasilni ekstremizam predstavljaju dve strane istog novčića.
Zbog svega toga, ekstremizam kao pojam teško je definisati. Međutim, možemo izdvojiti neke od zajedničkih imenitelja za skoro sve oblike ekstremizma i ekstremista, a to su:
- Odbacivanje već uspostavljenog socijalnog, političkog i svetskog poretka;
- Neprihvatanje i odbacivanje savremene političke slobode i vladavine prava;
- Neprihvatanje univerzalnih ljudskih prava i manjak empatije prema svima koji ne pripadaju njihovoj ideologiji;
- Neprihvatanje osnovnih principa demokratije;
- Odbacivanje različitosti i pluralizma u korist mono-kulturalnog društva;
- Odbacivanje ličnih sloboda u korist zajedničkih ciljeva;
- Tendencija za promenom političkog poretka;
- Odbacivanje drugih ideologija i verovanje samo u svoju istinu.[6]

Takođe, nasilni ekstremisti se vode i filozofijom „cilj opravdava sredstvo“ i rado podstiču i koriste nasilje za postizanje svojih ciljeva.

## Radikalizam i radikalizacija
Dok se radikalizam razume kao vraćanju korenima ili obnavljanju korena, neki teoretičari radikalizaciju vide kao proces u kojem pojedinac sve više prihvata ili podržava ekstremističke ideje, i odnosi se na način koji podrazumeva direktnu vezu radikalnih ideja i nasilja. Međutim, kao što smo već pomenuli, radikalizacija može biti i negativna i pozitivna pojava. OEBS napominje da je ovako tumačenje problematično, i to ne samo zato što se neće svi koji imaju radikalne ideje uključiti u nasilno delovanje ili podržati ga, već i zato što je mogućnost zastupanja ideja, bez obzira na njihovu prirodu, zagarantovana i zaštićena kao osnovno ljudsko pravo. Upravo iz toga proističe da radikalizam može biti pozitivna pojava. Nekada se za ukidanje ropstva ili davanje prava glasa ženama gledalo kao na radikalne ideje jer su se suprotstavljali vladajućim normama tog vremena. Zbog toga radikalizaciju možemo razumeti kao proces gde pojedinac prihvata i usvaja radikalne ideje i stavove, ali ne isključivo i kao proces u kojem pojedinac usvaja nasilne i ekstremne metode delovanja koji vode ka nasilnom radikalizmu, ekstremizmu i terorizmu.
Ipak, radikalizacija jeste proces koji može dovesti i do ekstremizma i terorizma. To je dinamičan proces u kojem pojedinac prihvata terorističko nasilje kao moguće i opravdano delovanje, ali ne i nužno do stepena gde ta osoba zagovara, podržava ili se uključuje u terorističko delovanje. Sa druge strane, sve nasilne ekstremističke grupe imaju radikalne stavove, što dovodi do spoznaje da je radikalizam svakako jedan od preduslova za ekstremizam.

## Pokretači radikalizacije
Radikalizacija je socijalni proces prihvatanja određenog sistema vrednosti, koji zahteva korenite promene i teži ka stvaranju uverenja koja su često veoma rigidna, stroga i prevazilaze utvrđene političke i moralne okvire. Tada pojedinac prihvata nasilje kao moguće, možda čak i opravdano delovanje. Imajući navedeno u vidu, jasno je da radikalizacija predstavlja preduslov za nastanak ekstremizma i bitno je utvrditi koji su njeni pokretači.
Široko je prihvaćen stav da radikalizacija ima mnogo pokretača (faktora), te je moguće identifikovati političke, socijalne, ekonomske, kulturne i psihološke faktore. Jedan od mogućih modela jeste podela ovih pokretača na mikro, mezo i makro nivou. Na makro-nivou se nalaze situacioni faktori (push factors), koji utiču na veliki broj ljudi, često velike zajednice ili cele države, koji mogu imati politički i/ili ekonomske konotacije. Politički, najvidljiviji su neuspesi trenutne vlasti, političko nezadovoljstvo, nemogućnost participacije ili politička marginalizacija, koji mogu biti veoma snažni i neophodni pokretači za nasilni ekstremizam. S druge strane, beda, siromaštvo i nezaposlenost sami po sebi nisu dovoljni da bi objasnili nasilni ekstremizam, ali mogu imati veliki doprinos u stvaranju opšteg nezadovoljstva i okruženja koje može biti plodno tle za stvaranje ekstremističkih grupa. Pored navedenih, ostali pokretači su i nepostojanje vladavine prava, korupcija, kriminal, marginalizacija, nejednakost, diskriminacija, proganjanje, ograničeni pristup kvalitetnom obrazovanju, negiranje političkih i građanskih prava i sloboda, kao i istorijski, ekonomski i drugi faktori okruženja u kome nastaje.
Na mezo-nivou, govori se o manjim zajednicama ili posebnim identitetskim grupama, gde su socijalni i kulturni faktori predominantni. Kako je radikalizacija socijalni proces, logično je i da su najjači društveni i kulturni pokretači oni vezani za identitet – pripadnost određenoj religijskoj, etničkoj ili na drugi način distinktivnoj grupi.  Psihološka istraživanja pokazuju da su na mikro-nivou identitetski zahtevi ključni u motivaciji, legitimizaciji i uključivanju u nasilne ekstremističke grupe, ali i da pojedinci koji se pridružuju ovim pokretima imaju ili kognitivnu ranjivost  i/ili im je zbog socijalizacije prihvatljiva upotreba nasilja radi postizanja političkih ciljeva. Ostali tzv. pull factors, odnosno, faktori koji održavaju privlačnost ka nasilnom ekstremizmu mogu biti postojanje dobro organizovane nasilne ekstremističke grupe, sa adekvatnim diskursom, privlačnim programima i brojnim uslugama koji mogu da ponude u zamenu za članstvo, obećanja o slobodi, duhovnom miru i pripadnost grupi koja pruža podršku i utehu.

## Indikatori za prepoznavanje nasilnog ekstremizma
Vremenom, došlo je do razvoja koncepata rizik od radikalizacije i indikatora koji su bazirani na ideji da proces radikalizacije ima određene manifestacije u ponašanju, stavovima i aktivnostima pojedinaca, koji posledično vode ka nasilnom ekstremizmu, a mogu biti prepoznati od strane društva.
Indikatori se mogu, s jedne strane, podeliti na kognitivne i indikatore ponašanja, a sa druge, na sugestivne, upozoravajuće (red-flags) i visoko rizične. Kognitivni indikatori su povezani sa procesom “kognitivnog otvaranja” gde pojedinac postoje podložan i prihvata radikalne ideje, koje uključuju i one koje se odnose na upotrebu nasilje radi postizanja političkih ciljeva. Indikatori ponašanja se odnose na drastične promene u svakodnevnom ponašanju pojedinaca, a pogotovo, kako empirijske studije pokazuju, u ponašanju velikog broja mladih ljudi, koji su podložni uticaju vršnjaka, interneta ili su regrutovani od strane pripadnika ekstremističkih grupacija.
Sugestivni bihejvioralni indikatori mogu biti: socijalno povlačenje, kidanje veze sa porodicom i prijateljima, veoma uočljiva razlika u religioznosti i svakodnevnici, kontakt ili podložnost ideološkom ili religijskom vođi i grupna izolacija, dok sugestivni kognitivni indikatori mogu biti otvoreno izražavanje nezadovoljstva, dihotomno posmatranje sveta, nepoštovanje ili odbijanje legitimnosti sekularnih autoriteta i dehumanizacija određenih društvenih grupa (nevernika, lgbt+, drugih religijskih ili etničkih grupa).
Upozoravajući bihejvioralni indikatori mogu biti posedovanje ili deljenje ekstremističke ili propagandne literature, organizovanje, vođenje ili pohađanje mitinga povezanih sa ekstremističkim ciljevima, kontakt ili članstvo u ekstremističkoj grupi u državi ili inostranstvu i angažovanje u kriminalnim aktivnostima. Upozoravajući kognitivni indikatori mogu biti propagiranje i izražavanje ideja za nelegitimnu radikalnu promenu ili ukidanje sekularne države, otvoreno pružanje podrške terorističkim organizacijama i ciljevima ili otvorena podrška nasilnim stavovima i ekstremnih mišljenja prema određenim grupama ili ciljevima.
Veoma rizični bihejvioralni indikatori jesu putovanje u rizične i/ili konfliktne tone, učestvovanje u borbama ili vojnim obukama, kao i kupovima oružja, eksploziva i sličnih materijala.

## Literatura
- George, John and Laird Wilcox. Nazis, Communists, Klansmen, and Others on the Fringe: Political Extremism in America. ISBN 0-87975-680-2..  Prometheus Books, (1992)
- Himmelstein, Jerome L. All But Sleeping with the Enemy: Studying the Radical Right Up Close..  ASA, San Francisco: 1988
- Hoffer, Eric. The True Believer: Thoughts on the Nature of Mass Movements. Various editions, first published 1951.
- Schlesinger, Arthur. The Vital Center: The Politics of Freedom. Various editions, first published 1949.
- Wilcox, Laird. "What Is Political Extremism", retrieved from The Voluntaryist newsletter #27, 1987
- Ronald Wintrobe (2006). Rational extremism: the political economy of radicalism. Cambridge University Press. ISBN 978-0-521-85964-6.
- Nawaz, Maajid. Radical: My Journey out of Islamist Extremism (Lyons Press, 2013)
- Bibi van Ginkel, Engaging Civil Society in Countering Violent Extremism (ICCT – The Hague, 2012) Архивирано на веб-сајту  (2. април 2015)

## Spoljašnje veze
- engleski Vikicitat ima citate vezane za članak: Ekstremizam
- Organizacija za Evropsku bezbednost i saradnju
- Agencija SAD za međunarodnu saradnju
- Beogradski centar za bezbednosnu politiku
- Ministarstvo unutrašnjih poslova Republike Srbije